# Kryptodasys
Genre
Kryptodasys est un genre de gastrotriches de la famille des Macrodasyidae.

## Liste des espèces
Selon World Register of Marine Species (24 juin 2025) :
- Kryptodasys carlosrochai Todaro, Dal Zotto, Kånneby & Hochberg, 2019
- Kryptodasys celticus (Hummon, 2008)
- Kryptodasys hexadactylis (Rao, 1970)
- Kryptodasys marcocurinii Todaro, Dal Zotto, Kånneby & Hochberg, 2019
- Kryptodasys nobskaensis (Hummon, 2008)
- Kryptodasys remanei (Boaden, 1963)
- Kryptodasys ulfjondeliusi Todaro, Dal Zotto, Kånneby & Hochberg, 2019

## Systématique
Ce genre a été décrit en 2019 par Todaro (d), Dal Zotto (d), Kånneby (d) & Hochberg.

## Publication originale
- (en) Todaro, Dal Zotto, Kånneby & Hochberg, « Integrated data analysis allows the establishment of a new, cosmopolitan genus of marine Macrodasyida (Gastrotricha) », Scientific Reports, 2019, vol. 9, no 1, p. 1-14.